# Unité urbaine de Marennes
L'unité urbaine de Marennes-Hiers-Brouage est une unité urbaine française centrée sur la ville de Marennes-Hiers-Brouage, principale ville du bassin de Marennes-Oléron, et cité célèbre pour ses huîtres.
En 2021, elle se situe au sixième rang des unités urbaines de la Charente-Maritime, rang qu'elle conserve depuis 2007.

## L'unité urbaine selon le nouveau zonage de 2020
En 2020, l'INSEE a procédé à la révision des périmètres urbains ; celle de Marennes s'est étendue du fait de la fusion communale de Marennes et de Hiers-Brouage en 2019 mais le nombre de communes demeure le même, ainsi que le code urbain défini par l'INSEE.
Au 1er janvier 2019, Marennes devient Marennes-Hiers-Brouage en fusionnant avec Hiers-Brouage, située hors de l'unité urbaine, intégrant ainsi le territoire de Hiers-Brouage, soit 31,35 kilomètres carrés et enregistre par la même occasion une augmentation de 626 habitants.
En 2010, selon l'INSEE, l'unité urbaine de Marennes est composée de deux communes, toutes situées en Charente-Maritime, dans l'arrondissement de Rochefort. L'Insee lui attribue le code 17206.
En 2010, sa densité de population s'élève à 277 hab/km2, ce qui en fait une des unités urbaines les plus densément peuplées de Charente-Maritime ; elle est par ailleurs trois fois plus élevée que celle du département qui est de 91 hab/km2 en 2010.

## Délimitation de l'unité urbaine de 2010
En 2010, l'INSEE a procédé à une révision des délimitations des unités urbaines en France ; celle de Marennes est demeurée inchangée, étant toujours composée de deux communes urbaines.
Liste des communes appartenant à l'unité urbaine de Marennes selon la délimitation de 2010 et population municipale de 2007 et de 2010 (Liste établie par ordre alphabétique avec, en caractères gras, la ville-centre telle qu'elle est définie par l'INSEE)
| Nom                    | Code Insee | Statut           | Superficie (km2) | Population (dernière pop. légale) | Densité (hab./km2) |
| ---------------------- | ---------- | ---------------- | ---------------- | --------------------------------- | ------------------ |
| Bourcefranc-le-Chapus  | 17058      |                  | 12,4             | 3 515 (2022)                      | 283                |
| Marennes-Hiers-Brouage | 17219      | commune nouvelle | 51,44            | 6 148 (2022)                      | 120                |

## Évolution territoriale de l'unité urbaine de Marennes depuis 1975
En 1975, la délimitation territoriale de l'unité urbaine de Marennes se limitait à la seule commune urbaine de Marennes qui constituait alors une ville isolée selon la nomenclature de l'Insee. À cette date, la ville rassemblait 4 214 habitants. Elle se classait au 11e rang des unités urbaines de la Charente-Maritime.
C'est en 1982 que la commune de Bourcefranc-le-Chapus a été incorporée à l'unité urbaine de Marennes et les deux villes rassemblaient 7 343 habitants à cette date, occupant alors la 7e place départementale en Charente-Maritime, après Saint-Jean-d'Angély (8 820 habitants) et La Tremblade (8 543 habitants).
Depuis 1982 jusqu'à la fusion communale de 2019, l'unité urbaine de Marennes est demeurée inchangée dans la délimitation de son périmètre.
Avec 9 871 habitants en 2010, elle est devenue la 6e unité urbaine de Charente-Maritime et elle occupe le 15e rang régional en Poitou-Charentes.

## Évolution démographique

### Évolution démographique selon la délimitation d'origine
| 1975  | 1982  | 1990  | 1999  | 2007  | 2022  |
| ----- | ----- | ----- | ----- | ----- | ----- |
| 4 214 | 7 343 | 7 485 | 7 636 | 8 626 | 9 663 |

Histogramme

(élaboration graphique par Wikipédia)